# ファン・ジニ (テレビドラマ)
『ファン・ジニ』（原題：황진이）は、2006年に韓国KBSが制作した韓国ドラマ（時代劇）である。韓国での初回放送時の視聴率は20.1%。主演は韓国の女優ハ・ジウォン。このドラマの主人公ファン・ジニ（黄真伊）は、李氏朝鮮中宗期に実在したと言われる妓生（キーセン）である。
日本では2008年4月6日から同年9月21日まで毎週日曜日21:00 - 22:00（JST）にNHK-BS2にて日本語吹き替え版が放送された。また同年10月11日から2009年3月28日まで毎週土曜日23:10 - 24:10（JST）にNHK総合テレビにてBS2同様、日本語吹き替え版が放送された。全24話。

## 概要
16世紀頃の朝鮮時代の妓生を描いた物語である。朝鮮王朝は厳格な身分制度が敷かれており「両班（貴族階級）の子は両班、妓生（奴隷階級）の子は妓生」と法で定められていた。妓生は身分こそ卑しかったものの、両班を相手にする芸者であったため、両班達と対等に渡り合えるだけの高い学識と、彼らを満足させられるだけの高度な芸の腕が必要であった。妓生の娘として生まれた主人公のファン・ジニは、天性の舞や詩、音楽の才能と、その美貌で数々の男達を魅了していくのであった。

## 登場人物

### 重要人物
ファン・ジニ（チニ）（黄眞伊） / ミョンウォル（明月）
演 - ハ・ジウォン（吹替：本田貴子） / 幼少期：シム・ウンギョン（吹替：宇山玲加）
この物語の主人公。（名前だけを呼ぶときは「チニ」）
幼少より舞の才能があり、教坊（キーセン養成所）の外でキーセンの真似をして踊っているところをペクムの目に留まりキーセンの世界へと入る。綱渡りの練習をして舞の時の足の運びを研究したり、紐に吊られたまま一人最後まで舞の稽古をするなど人一倍努力家でもある。また詩の才能もあり、詩経を諳んじることが出来る。童妓としてキーセンの下積みをしているさなか、偶然両班のウノと出会い互いに惹かれ合う。妓名はミョンウォル（明月）。第10話からは身内や親しい者以外からはその妓名で呼ばれるようになる。ペクムへの深い復讐心から目付きが変わり童妓の頃とは別人の様になってしまう。第16話で、キム・ジョンハンと一夜だけの契りを結ぶ。その後、ジョンハンとの子を身篭るが、ふとした諍いから流産してしまう。美貌とコムンゴの名人として評判になる。
イム・ベクム（ペクム）（林白舞）
演 - キム・ヨンエ（吹替：藤田淑子）
チニの師匠。松都（ソンド）教坊の行首（ヘンス）。（劇中ではヘンス様<オルシン>と呼ばれている）
幼少期のチニをひと目見て舞の才能があることを見抜きキーセンの世界へと誘う。現役時代は舞に関しては朝鮮一と言われたキーセンであり、師匠から最高難度の舞である「鶴の舞」をただ一人伝授された。芸の道に於いて恋愛を全否定しており、一見冷徹な合理主義者。チニを朝鮮一のキーセンに育て上げる為、芸以外の事に関心を寄せているチニに厳しく当たる。「鶴の舞」を完璧にしてチニに伝授しようとするも、チニがムミョンと共に鶴の観察をしてヒントを得た事でできた「鶴の舞」を見せ付けられた上「あなたの舞には心がない。虚しく才能をひけらかしている」と言われショックを受ける。ビョクケスに侮辱され、矜持を守るため反発をしたかどにより、牢につながれる。最期には、崖から自らの身を投じる。
キム・ウノ
演 - チャン・グンソク（吹替：石母田史朗）
両班の子息でチニの初恋相手。ウノには両班の令嬢である許嫁がいるが、チニと身分の差を超え「両班（貴族）と妓生（賤民）」という許されざる恋に落ちてしまう。身分によって人の優劣が決められる当時の法に疑問を抱いており、法と戦う覚悟を持っている。しかし、病に冒され、最期までチニを想いながらも、若い命を散らせてしまう。
キム・ジョンハン
演 - キム・ジェウォン（吹替：宮内敦士）
イエジョパンソ（礼曹判書）の役職にある政府高官。チュンジョンからの信任も厚い。官職を離れソンド地方を放浪中にミョンウォルと出会いミョンウォルの魅力に惹かれていく。やがて、ミョンウォルと逃避行を続けることになる。しかしその3年後、捕らえられ、車裂きの刑を言い渡される。ミョンウォルの決死の行動の甲斐もあり、王の怒りも解かれ復職するも、ミョンウォルへの執着は募るばかりであった。ある日ふとした諍いから、ミョンウォルが身ごもった我が子を流産させてしまう。
メヒャン（梅香）
演 - キム・ボヨン（吹替：高島雅羅）
ペクムのライバル。女楽の行首。（宮中のキーセンの長で、キーセンとしては最高位）　かつてペクムと同じ師匠から学んでいた。常にペクムを敵対視しているが、舞に関しては自分はペクムより劣ると認めており、ペクムに一目置いている。芸の実力以外の方法で権力の座を握ったと自覚している。得意は「剣の舞」「太鼓」。ペクムには敵対的であるが、その弟子のチニの才能は買っておりチニを高く評価している。いわゆる絶対的な悪役ではなく主人公の動向によって相対的に立ち位置が変わる興味深い登場人物。プヨンに辛く当たるが、実は誰よりもその努力は認めている。
プヨン（芙蓉）
演 - ワン・ビンナ（吹替：安藤麻吹）
メヒャンの弟子。チニのライバル的存在で、幼少の頃より師匠直伝の「剣の舞」を得意としている。ヨアクのヘンスの座を狙うなど権力志向が強く、策士であるが毎回詰めが甘い。しかし周囲を取り込んで、剣の舞でチニを追い落とす事に成功する。
ピョクケス（碧渓守）
演 - リュ・テジュン（吹替：桐本琢也）
王の親族。初登場は第5話で、当初は茶碗・壷・音楽・舞などを愛する風流人であったがミョンウォルに出会ってからは豹変。愛情以上の物質欲による執着でミョンウォルを得ようとする。キム・ジョンハンとは友人。その後、打って変わったように元の風流人に戻り、タンシムが生んだ息子を引き取る。
チン・ヒョングム（陳玄琴）
演 - チョン・ミソン（吹替：島本須美）
チニの母親で現役のキーセン。精神的ショックから両目の視力を失ってしまう。チニがキーセンの道に入ることに反対で、幼い頃にチニをお寺に預けてしまうがチニは運命に導かれるようにキーセンの道へと入って来てしまう。目が不自由だが、伽耶琴（カヤグム）の名手。ケトン（チニの親友）の琴の師匠。ヒョングムとは、コムンゴの別名である。
オムス
演 - チョ・ソンハ（吹替：内田直哉）
ソンド教坊の楽士。目が不自由なヒョングムに長年尽くしておりヒョングムからの信頼も厚い。
ムミョン（無名） / イ・セン
演 - イ・シファン（吹替：川島得愛）
ミョンウォルの護衛。ミョンウォルが危機に陥った時には必ず助けに来てくれる無口な武闘派だがその素性は謎に包まれている。密かにミョンウォルを想っている。領議政を父に持つ。
ケトン / タンシム（丹心）
演 - イ・イネ（吹替：藤谷みき）
チニの親友。教坊の下働き。常にチニとウノの仲を取り持ち、二人の恋を応援している。琴の名人であるヒョングム（チニの母）に琴を習い始め、キーセンへの道が開ける。妓生となったケトンの妓名はタンシム（丹心）。丹心とは「まごころ」を意味する。ピョクケスに召されるが……。ミョンウォルの気持ちを知るためだけに、ビョクケスに召されただけであったことを知り、涙する。ビョクケスとの子を身篭る。
ソ・ギョンドク（徐敬徳）
演 - キム・ジョンギョル（吹替：稲垣隆史）
ソンドの儒学者。号は花譚（ファダム）。市場で舞を披露するミョンウォルを「天下一の娼妓」と厳しく非難する。後にミョンウォルの最後の師となり、真の舞の意味を教えようとする。

### 松都（ソンド）教坊
クムチュン（今春）
演 - チョン・ギョンスン（吹替：雨蘭咲木子）
ソンド教坊の教育係。歌が得意。
トクパル
演 - ムン・ションシク（吹替：飯島肇）
両班のウノの家で下働きをしていた使用人。ウノの付き人のような存在で、身分こそ卑しいものの、ウノは敬意を持って接している。ウノの死後、ソンド教坊で働き、チニの世話もするようになる。タンシムに好意を持っている。
ソムソム（繊繊）
演 - ユ・ヨンジ（吹替：弓場沙織）
チニの同期。貧しい家庭のため、家を助ける為にキーセンへの道を選んだ。チニと同じく身分の違う男に恋心を抱いているが、素直に自分の気持ちを表すことが出来ない。水揚げの前夜、自ら命を断ってしまう。
エンム（鸚鵡）
演 - ソン・イウ（吹替：冠野智美）
チニの同期。
ケトンの母
演 - キム・ソナ（吹替：片岡富枝）
教坊の下働き。
チャンイ
演 - チョ・ジェワン（吹替：川中子雅人）
教坊の下働き。ソムソムを秘かに思っているが……。
ヒャンニム
演 - チョ・イェナ
チニの同期。
エラン
演 - ミセ
チニの同期。
チュソン
演 - キム・ヨンエ（吹替：松熊つる松）
チニの先輩。ペンムの後任行首となる。

### 女樂（じょがく／ヨアク）
ウォリャン
演 - ファン・ウナ（吹替：水落幸子）
プヨンの側近。

### 松都（ソンド）の人々
キム判書（パンソ）
演 - イ・ヒド（吹替：麦人）
ウノの父親。政府高官でとても高位の両班だが、女性関係にだらしがなく、ウノの母の目の前で新しい妾を招き入れるなどウノの母を苛つかせている。
チャ氏
演 - アン・ヘスク（吹替：小野洋子）
自尊心が高く傲慢で嫌味な性格という両班の典型として描かれているウノの母親。ウノとチニの交際を猛反対しており、チニに平手打ちをしたばかりか「息子をたぶらかした大罪人」と殺意をこめて口汚く罵り、完全に敵視している。
チョン・チュク
演 - チェ・サンフン（吹替：佐々木敏）
ソンドの長官。
チョン・ガウン（カウン）
演 - ソ・ヒョンジン（吹替：片渕忍）
チョン・チュクの娘。ウノの許婚。
チョン・ヨノン
演 - ユン・ジェリャン
カウンの弟。
ウノの先生
演 - イ・ジョング（吹替：佐々木梅治）
ウノの学校の先生。
チュジ
演 - イ・デロ（吹替：村田則男）
チニがかつていた寺の僧侶。
サンス
演 - チョン・サンフン（吹替：小川輝晃）
両班（ヤンバン）の息子。しかし妓生（キーセン）と遊んでばかりいる。
ソン・イックァン
演 - ヒョン・ソク（吹替：佐々木勝彦）
ソンドの長官。（チョン・チュクの後任の長官）ペンムとは長い付き合い。
チャン・スマン
演 - キム・スンウク（吹替：仲野裕）
戸長。

### 王室・朝廷
中宗
演 - パク・チャンファン（吹替：古澤徹）
朝鮮第11代国王。信頼していたキム・ジョンハンの出奔に激怒する。
チャン
演 - パク・トンビン（吹替：大塚芳忠）
明国の大使。常にキーセンたちを見下しており、さらには郷楽（ヒャンアク）の廃止を強いようとしている。ミョンウォルの当意即妙な応対に軟化する。

### その他
ソクチョン
演 - イ・ウォンパル
両班。
チニの父
演 - オ・デギュ（吹替：宮本充）
ムミョンの父
演 - （吹替：青森伸）
チョ・グァンジョ

## 受賞

### 2006年度
- KBS演技大賞：大賞・ベストカップル賞・ネチズン賞（ハ・ジウォン）
- KBS演技大賞：女性助演賞（ワン・ビンナ）
- KBS演技大賞：女性助演賞（チョン・ミソン）
- KBS演技大賞：青少年演技賞（シム・ウンギョン）
- KBS演技大賞：ベストカップル賞（チャン・グンソク）
- KBS演技大賞：作家賞（ユン・ソンジュ）
- 第2回ソウル・ドラマ・アワード：美術監督賞（イ・チョルホ）

## 関連商品
- ファン・ジニ オリジナル・サウンドトラック [CD+DVD]　全11曲（収録時間33分）発売元：ポニーキャニオン
- （日本版DVD）ファン・ジニ 完全版 DVD-BOX I [DVD5枚組] 第1話 - 第12話収録／出演者・スタッフインタビュー等の特典（収録時間720分／特典約45分）発売元VAP,INC（発売日2008/09/26）
- （韓国版DVD）ファン・ジニ （黄真伊） DVD BOX　[DVD9枚組]　全24話収録／他NGシーンなどの特典（収録時間1480時間／特典85分）（朝鮮語版 字幕無し）※リージョンコード3の為、これに対応していないDVDプレイヤーでは再生できません（PCまたはリージョンフリーDVDプレイヤーなら再生可能）
- 『韓国ドラマ・ガイド ファン・ジニ』（ガイド本） 日本放送出版協会（2008/6発売）ISBN 4144071537
- ファン・ジニ（1）（ハヤカワ文庫）全2巻　キム・タクファン（著）、米津篤八（翻訳）　早川書房（発売日2008/8/25）ISBN 4150411492
- ファン・ジニ（2）（ハヤカワ文庫）全2巻　キム・タクファン（著）、米津篤八（翻訳）　早川書房（発売日2008/9/25）ISBN 4150411522